# 이시카와푸루마에역
이시카와푸루마에역(일본어: 石川プール前駅)은 일본 아오모리현 히로사키시에 위치한 고난 철도 오와니 선의 철도역이다. 단선 승강장 1면 1선의 구조를 갖춘 지상역이다.

## 역 주변
- 국도 제7호선
- 도호쿠 자동차도 오와니히로사키 나들목

## 역사
- 2002년 10월 1일 : 히로사키 시립 온수 풀 이시카와가 같은 해 11월 2일에 개업에 맞춰, 설치.

## 인접 역
| 고난 철도 오와니 선  | 고난 철도 오와니 선 | 고난 철도 오와니 선        |
| -------------------- | ------------------- | -------------------------- |
| 사바이시 오와니 방면 | ■ 고난 선           | 이시카와 주오히로사키 방면 |